# Rose Maddox
Roselea Arbana „Rose“ Maddox (* 15. August 1925 in Boaz, Alabama; † 15. April 1998 in Ashland, Oregon) war eine US-amerikanische Country-Sängerin. Sie wurde auch „The Original Hillbilly Filly“ und „The Grandmother of Rockabilly“ genannt. Sie war die Sängerin der Band Maddox Brothers and Rose.

## Leben
Ursprünglich kam die Familie aus Boaz, Alabama, zog aber nach Kalifornien, nachdem die Eltern während der Weltwirtschaftskrise verarmten. Sie kamen dort kurz vor den Flüchtlingsströmen der Okies, die vor den verheerenden Staubstürmen in der Dust Bowl flohen, an. Mühsam ernährte sich die Familie, indem sie als Tagelöhner auf den Obst- und Gemüseplantagen im San Joaquin Valley arbeiten.
Nachdem sie sich in Modesto niedergelassen hatten, traten die Maddox Brothers 1937, gefördert von einem lokalen Möbelgeschäft, das erste Mal im Radio auf. Der Sponsor bestand auf einer Sängerin in der Gruppe, und so nahm Fred Maddox seine elf Jahre alte Schwester Rose in die Band auf. Die Maddox Brothers and Rose waren während der 1930er Jahre sehr populär und traten in den gesamten USA auf. 1941 wurden die Brüder zum Zweiten Weltkrieg eingezogen, ihre Schwester Rose blieb arbeitslos zurück. Nach Rückkehr der Brüder traten sie wieder gemeinsam auf, und nach der Auflösung der Band 1956 begann Rose Maddox erfolgreich als Solokünstlerin zu arbeiten.
Sie sang zunächst Country-Boogie, ein Vorläufer des Rockabilly, wechselte dann zum Bluegrass und war eine der ersten Sängerinnen, die ein Bluegrass-Album aufnahm: Rose Maddox Sings Bluegrass erschien 1962 bei Capitol Records. Im selben Jahr hatte sie mit dem Top-Ten-Hit Sing a Little Song of Heartache, der sich 37 Wochen in den Country-Charts hielt, ihren größten Single-Erfolg. Während dieser Zeit sang sie auch erfolgreich Duette mit Buck Owens.
In den 1980er Jahren wurde ihre Karriere mehrmals durch schwere Herz- und Lungenerkrankungen unterbrochen, sie lag unter anderem drei Monate im Koma. Rose Maddox gab bis kurz vor ihrem Tod Konzerte, hauptsächlich an der Westküste der USA, aber auch in Europa. Sie starb 1998 im Alter von 72 Jahren in Ashland, Oregon.

## Rezeption
1994 war Rose Maddox für ihre Aufnahme $35 and a Dream für das Label Arhoolie für den Grammy nominiert. Die Bühnenkostüme der Maddox Bros. & Rose sind sowohl in Buck Owens Crystal Palace in Bakersfield als auch in der Country Music Hall of Fame in Nashville ausgestellt.
Ihre Lebensgeschichte sollte verfilmt werden. Das Projekt wurde in ihren letzten Lebensjahren intensiv vorbereitet, aber nie vollendet. In dem Spielfilm Hi-Lo Country aus dem Jahr 1996 hatte Rose Maddox einen kurzen Auftritt.

## Diskografie

### Alben
Maddox Brothers & Rose
- 1956A Collection of Standard Sacred Songs (King)
- 1976: America’s Most Colorful Hillbilly Band v.1 (Arhoolie)
- 1983: On the Air (Arhoolie)
- 1995: America’s Most Colorful Hillbilly Band v.2 (Arhoolie)
- 1996: Live on the Radio
- 1996:The Hillbilly Boogie Years (Rockateer)
- 1998: The Most Colorful Hillbilly Band in America (Bear Family)

Solo/Kompilationen
- 1962: Rose Maddox Sings Bluegrass (Capitol)
- 1967: Rosie (Starday)
- 1977: Reckless Love and Bold Adventure (Takoma)
- 1980: Rose of the West Coast Country (Arhoolie)
- 1988: Rockabilly Reunion – Live In London 1987 mit Glen Glenn (Magnum Force)
- 1980: This Is Rose Maddox mit der Vern Williams Band (Arhoolie)
- 1994: The One Rose (Bear Family Records)
- 1994: $35 and a Dream (Arhoolie)
- 1996: The Moon Is Rising (Town & Country)
- 2000: The Legendary Queen of the West (Boothill)
- A Big Bouqet Of Roses (Capitol)
- Glorybound Train (Capitol)

### Singles (Auswahl)
- 1948: Time Nor Tide / Gosh, I Miss You All The Time (4 Star Records), Maddox Brothers & Rose
- 1948: Mean & Wicked Boogie / Sweet Little You (Columbia), Maddox Brothers & Rose
- 1948: I’d Rather Die Young / The Nightingale Song (Columbia)
- 1952: Hangover Blues / Why Not Confess (Decca), Maddox Brothers & Rose
- 1954: Wild Wild Young Men / Second Choice (Columbia)
- 1956: Kiss Me Like Crazy / Just One More Time (Columbia)
- 1957: The Death Of Rock And Roll / Paul Bunyan Love (Columbia), Maddox Brothers & Rose
- 1957: Old Man Blues / Tomorrow Land (Columbia)
- 1959: Custer’s Last Stand / My Little Baby (Capitol Records)
- 1959: Gambler’s Love
- 1960: Please Help Me, I’m Falling / Down, Down, Down (Capitol Records)
- 1961: Kissing My Pillow
- 1961: I Want to Live Again
- 1961: Mental Cruelty (mit Buck Owens)
- 1961: Loose Talk (mit Buck Owens)
- 1961: Conscience, I’m Guilty
- 1962: Sing a Little Song of Heartache
- 1963: Lonely Teardrops
- 1963: Down to the River
- 1963: We’re the Talk of the Town (mit Buck Owens)
- 1963: Sweethearts in Heaven (mit Buck Owens)
- 1963: Somebody Told Somebody
- 1964: Alone with You
- 1964: Blue Bird Let Me Tag Along